# Qualifications des épreuves de taekwondo aux Jeux européens de 2015
Les places qualificatives sont attribuées par le biais du classement mondial de la Fédération mondiale de taekwondo du 31 mars 2015. 112 places sont attribuées par ce système, 14 dans chaque épreuve. En outre, 8 places pour l'universalité, une par épreuve sont attribués, ainsi qu'une place par épreuve pour l'Azerbaïdjan en tant que pays organisateur.
Chaque Comité national olympique est limité à un maximum de huit athlètes au total avec un maximum d'un athlète par épreuve.

## Pays qualifiés
| CNO             | Hommes | Hommes | Hommes | Hommes | Femmes | Femmes | Femmes | Femmes | Total |
| CNO             | 58 kg  | 68 kg  | 80 kg  | +80 kg | 49 kg  | 57 kg  | 67 kg  | +67 kg | Total |
| --------------- | ------ | ------ | ------ | ------ | ------ | ------ | ------ | ------ | ----- |
| Allemagne       | X      | X      | X      | X      | X      | X      | X      | X      | 8     |
| Arménie         |        |        | X      |        |        |        |        |        | 1     |
| Autriche        |        |        |        | X      |        |        |        | X      | 2     |
| Azerbaïdjan     | X      | X      | X      | X      | X      | X      | X      | X      | 8     |
| Biélorussie     | X      |        |        | X      |        |        |        |        | 2     |
| Belgique        | X      | X      |        |        | X      |        |        |        | 3     |
| Bulgarie        |        | X      | X      |        |        |        |        |        | 2     |
| Croatie         | X      | X      | X      | X      | X      | X      | X      | X      | 8     |
| Chypre          |        | X      |        | X      | X      | X      |        |        | 4     |
| Danemark        |        |        |        |        | X      |        |        |        | 1     |
| Espagne         | X      | X      | X      | X      | X      | X      | X      | X      | 8     |
| Finlande        |        |        |        |        |        | X      |        |        | 1     |
| France          | X      | X      | X      | X      | X      | X      | X      | X      | 8     |
| Grande-Bretagne | X      | X      | X      | X      | X      | X      |        | X      | 7     |
| Grèce           | X      |        |        |        | X      |        | X      |        | 3     |
| Hongrie         |        |        |        |        | X      | X      |        |        | 2     |
| Israël          | X      |        |        |        |        |        |        |        | 1     |
| Italie          |        | X      | X      | X      |        |        |        |        | 3     |
| Moldavie        | X      | X      | X      |        |        |        |        |        | 3     |
| Norvège         |        |        |        |        |        |        |        | X      | 1     |
| Pays-Bas        |        |        |        | X      |        |        | X      | X      | 3     |
| Pologne         |        |        | X      | X      |        |        | X      | X      | 4     |
| Portugal        | X      | X      | X      |        |        | X      |        |        | 4     |
| Russie          | X      | X      | X      | X      | X      | X      | X      | X      | 8     |
| Serbie          | X      |        | X      |        | X      | X      | X      | X      | 7     |
| Slovénie        |        | X      |        | X      |        |        | X      |        | 3     |
| Suède           |        |        |        |        |        | X      | X      | X      | 3     |
| Suisse          |        |        |        |        |        | X      | X      |        | 2     |
| Turquie         | X      | X      | X      | X      | X      | X      | X      | X      | 8     |
| Ukraine         |        |        |        |        | X      |        | X      | X      | 3     |
| 30 pays         | 15     | 15     | 15     | 15     | 15     | 15     | 15     | 15     | 120   |

## Hommes

### 58 kg
| Mode de qualification     | Places totales | Athlètes qualifiés |
| ------------------------- | -------------- | --- |
| Pays organisateur         | 1              | Azerbaïdjan |
| Classement mondial        | 14             | Rui Bragança (POR) Levent Tuncat (GER) Si Mohamed Ketbi (BEL) Stepan Dimitrov (MDA) Dylan Chellamootoo (FRA) Jesús Tortosa Cabrera (ESP) Georgios Simitsis (GRE) Arman Irgaliev (RUS) Stipe Jarloni (CRO) Görkem Sezer (TUR) Max Cater (GBR) Illia Kokshyntsau (BLR) Milos Gladović (SRB) Ron Atias (ISR) |
| Place pour l’universalité | 1              | |
| Total                     | 16             | |

### 68 kg
| Mode de qualification     | Places totales | Athlètes qualifiés |
| ------------------------- | -------------- | --- |
| Pays organisateur         | 1              | Azerbaïdjan |
| Classement mondial        | 14             | Alexey Denisenko (RUS) Jaouad Achab (BEL) Joel Gonzalez Bonilla (ESP) Servet Tazegul (TUR) Mario Silva (POR) Filip Grgic (CRO) Stevens Barclais (FRA) Daniel Manz (GER) Ruebyn Richards (GBR) Jure Pantar (SVN) Vladislav Arventii (MDA) Ioannis Pilavakis (CYP) Vladimir Dalakliev (BUL) Claudio Treviso (ITA) |
| Place pour l’universalité | 1              | |
| Total                     | 16             | |

### 80 kg
| Mode de qualification     | Places totales | Athlètes qualifiés |
| ------------------------- | -------------- | --- |
| Pays organisateur         | 1              | Azerbaïdjan |
| Classement mondial        | 14             | Aaron Cook (MDA) Albert Gaun (RUS) Lutalo Muhammad (GBR) Tahir Guelec (GER) Torann Maizeroi (FRA) Julio Ferreira (POR) Yunus Sari (TUR) Arman Yeremyan (ARM) Teodor Georgiev (BUL) Damir Fejzic (SRB) Piotr Pazinski (POL) Raúl Martinez García (ESP) Roberto Botta (ITA) Toni Kanaet (CRO) |
| Place pour l’universalité | 1              | |
| Total                     | 16             | |

### +80 kg
| Mode de qualification     | Places totales | Athlètes qualifiés |
| ------------------------- | -------------- | --- |
| Pays organisateur         | 1              | Azerbaïdjan |
| Classement mondial        | 14             | M'bar N'diaye (FRA) Mahama Cho (GBR) Volker Wodzich (GER) Vedran Golec (CRO) Arman-Marchall Silla (BLR) Ivan Trajkovič (SVN) Leonardo Basile (ITA) Ali Sari (TUR) Jeroen Wanrooij (NED) Daniel Ros Gómez (ESP) Vladislav Larin (RUS) Piotr Hatowski (POL) Ahmad Mohammadi (AUT) Demetris Moustakas (CYP) |
| Place pour l’universalité | 1              | |
| Total                     | 16             | |

## Femmes

### 49 kg
| Mode de qualification     | Places totales | Athlètes qualifiées |
| ------------------------- | -------------- | --- |
| Pays organisateur         | 1              | Azerbaïdjan |
| Classement mondial        | 14             | Lucija Zaninovic (CRO) Yasmina Aziez (FRA) Kyriaki Kouttouki (CYP) Brigitte Yagüe Enrique (ESP) Rukiye Yildrim (TUR) Iryna Romoldanova (UKR) Ivett Gonda (HUN) Tijana Bogdanovic (SRB) Indra Craen (BEL) Ioanna Koutsou (GRE) Alexandra Lynchagina (RUS) Sarah Malykke (DEN) Charlie Maddock (GBR) Erica Nicoli (ITA) |
| Place pour l’universalité | 1              | |
| Total                     | 16             | |

### 57 kg
| Mode de qualification     | Places totales | Athlètes qualifiées |
| ------------------------- | -------------- | --- |
| Pays organisateur         | 1              | Azerbaïdjan |
| Classement mondial        | 14             | Jade Jones (GBR) Eva Calvo Gomez (ESP) Nikita Glasnović (SWE) Floriane Liborio (FRA) Ana Zaninovic (CRO) Anna-Lena Frömming (GER) Hatice Yangin (TUR) Suvi Mikkonen (FIN) Manuela Bezzola (SUI) Dragana Gladovic (SRB) Ekaterina Kim (RUS) Edina Kotsis (HUN) Joana Cunha (POR) Despina Pilavaki (CYP) |
| Place pour l’universalité | 1              | |
| Total                     | 16             | |

### 67 kg
| Mode de qualification     | Places totales | Athlètes qualifiées |
| ------------------------- | -------------- | --- |
| Pays organisateur         | 1              | Azerbaïdjan |
| Classement mondial        | 14             | Elin Johansson (SWE) Haby Niare (FRA) Anastasia Baryshnikova (RUS) Nina Kläy (SUI) Marina Sumić (CRO) Rabia Güleç (GER) Nur Tatar (TUR) Franka Anic (SVN) Lua Piñeiro Devesa (ESP) Ana Bajic (SRB) Aleksandra Krzemieniecka (POL) Joyce van Baaren (NED) Elpida Marina Dimitropoulou (GRE) Tetiana Tetereviatnykova (UKR) |
| Place pour l’universalité | 1              | |
| Total                     | 16             | |

### +67 kg
| Mode de qualification     | Places totales | Athlètes qualifiées |
| ------------------------- | -------------- | --- |
| Pays organisateur         | 1              | Azerbaïdjan |
| Classement mondial        | 14             | Milica Mandic (SRB) Reshmie Oogink (NED) Olga Ivanova (RUS) Anne-Caroline Graffe (FRA) Iva Rados (CRO) Bianca Walkden (GBR) Aleksandra Kowalczuk (POL) Rosanna Simon Alama (ESP) Casandra Ikonen (SWE) Asena Aydin (TUR) Yanna Schneider (GER) Maryna Konieva (UKR) Edines Kurtovic (AUT) Tina Skaar (NOR) |
| Place pour l’universalité | 1              | |
| Total                     | 16             | |